# БМО Філд
«БМО Філд» (англ. BMO Field) — футбольний стадіон у місті Торонто, Канада, домашня арена ФК ФК «Торонто».

## Історія
Стадіон побудований протягом 2006—2007 років та відкритий 28 квітня 2007 року. У 2010 та 2014–2016 роках реконструйований. Протягом 2007–2009 років поле стадіону мало штучне покриття, яке у 2010 році замінене на природне.
Місткість арени становить 30 000 глядачів під час футбольних матчів та 25 000 — під час матчів з канадського футболу. Розміри поля також варіюються залежно від видів спорту, змагання з яких приймає стадіон. Рекорд відвідування було встановлено 1 січня 2017 року під час хокейної гри «Столітньої класики НХЛ». Тоді за матчем спостерігали 40 148 глядачів.
З 7 по 10 червня 2025 року на стадіоні відбулись матчі міжнародного футбольного турніру Канадський щит 2025.